# El Muyo
El Muyo es una localidad, pedanía del municipio de Riaza, de la provincia de Segovia, en la comunidad autónoma de Castilla y León, España; al que se accede desde la localidad de Madriguera, y está escondido en la sierra de Ayllón. Muyo significa mutilado, por lo que existe la teoría de que su fundador lo fuese.

## Descripción

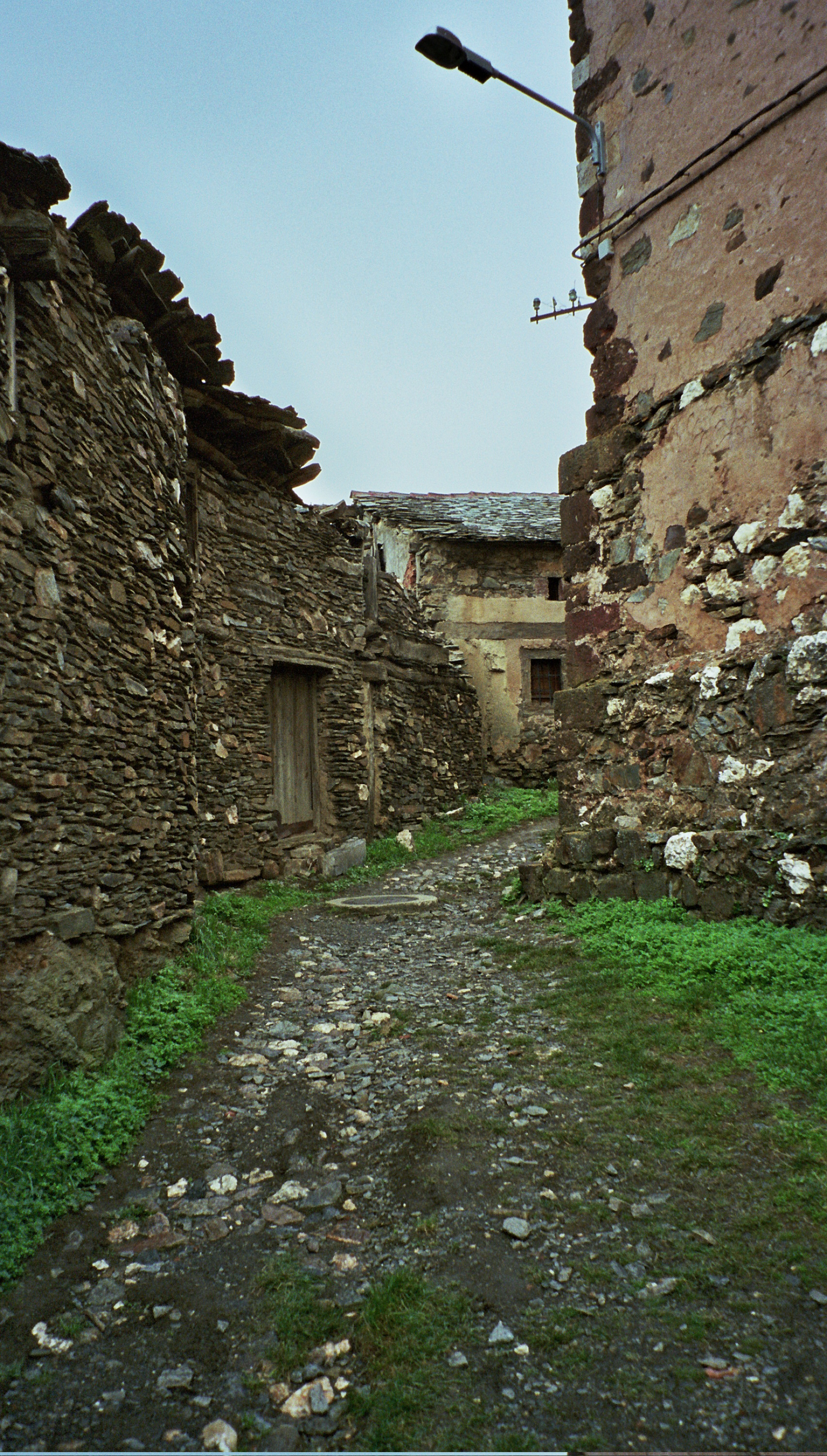
Calle de El Muyo, con su pizarra característica.

Es uno de los llamados "pueblos negros" de los que se considera uno de sus mejores ejemplos, debido a que es un caserío en el que en sus construcciones abunda la pizarra, tanto en muros como en cubiertas y el pavimento de las calles, al estar edificado sobre una veta de dicho material.
Curiosamente, su iglesia, bajo la advocación de los Santos Mártires San Cornelio y San Cipriano, tiene el techado de teja roja, diferenciándose del resto de edificios. Desde 2018 vuelve a ser de pizarra negra ya que se ha reformado. La teja roja, según cuentan en el pueblo, se instaló entre los años 50 y 60, habiendo sido la iglesia anteriormente techada con pizarra de formas irregulares (del tipo que se encuentra en la zona).
En su interior se conserva una cruz procesional de plata que está datada a mediados del siglo XVI, y que figuró en 2003 en la exposición de la Fundación Las Edades del Hombre en la catedral de Segovia.

## Historia
La primera noticia escrita que se tiene de El Muyo es de 1353 de nuestra era (en el documento original figura en 1391 porque es de la era Hispánica), en que aparece en la estadística de iglesias de la diócesis de Sigüenza, como perteneciente al arciprestazgo de Ayllón "la eglesia del Muyo es un beneficio curado e riende 70 mrs" (maravedies)..
Todo ello está recogido en el libro "Historia de la Diócesis de Sigüenza y de sus Obispos" del Obispo Toribio Minguella
Formaba parte del "Sexmo de la Sierra" de la "Comunidad de Villa y Tierra de Ayllón". junto a los cercanos pueblos de Madriguera, Becerril, El Negredo, Serracín y Villacorta.
En un intento de reforma de los límites provinciales a inicios del siglo XIX, se la integra en la provincia de Burgos, desligándola de la de Segovia. Dicha división quedó derogada y al realizarse la actual división de provincias, en 1833 dicha Comunidad de Ayllón quedó fraccionada, repartiéndose sus pueblos entre Segovia, Soria y Guadalajara.
Estuvo bajo el señorío del marqués de Villena.
Eclesiásticamente perteneció a la diócesis de Sigüenza, hasta que pasó a la de diócesis de Segovia en 1953.
Depende administrativamente del municipio de Riaza, desde que fue agregado en 1979, hasta entonces era municipio independiente.

## Geografía humana

### Censos históricos
1. Según el Censo de Pecheros de Carlos I de 1528 había 31 vecinos pecheros (o con obligación de pagar impuestos)
2. Según el Censo de la Sal de 1631 hay 12 vecinos obligados a pagar y 977 ganados, por 26 fanegas de sal, 1560 (millones a maravedíes 3502)
3. Según el Diccionario de Pascual Madoz en 1848 había 61,5 vecinos, 180 almas en 80 casas (escuela y molino harinero).

### Demografía
| Gráfica de evolución demográfica de El Muyo entre 1842 y 1970 |
| |
| Población de derecho según los censos de población del INE Población de hecho según los censos de población del INEEntre el censo de 1981 y el anterior, este municipio desaparece porque se integra en el municipio 40170 (Riaza) |

| 13            | 13 | 14 | 15 | 14 | 14 | 14 | 14 | 12 | 10 | 10 | 10 | 9 |
| (Fuente: INE) |    |    |    |    |    |    |    |    |    |    |    |   |

## Administración y política
Lista de alcaldes
| Periodo   | Nombre                 | Partido | Partido |
| --------- | ---------------------- | ------- | ------- |
| 1979-1983 | Cesáreo Martín Mínguez |         | UCD     |
| 1983-1987 | -                      |         | -       |

## Fiestas
La localidad celebra las fiestas de San Antonio, a mediados de junio y la de San Cornelio y San Cipriano, en septiembre.

## Galería de imágenes
|                                   |
| El Muyo, pueblo negro de pizarra. |

|                                    |
| Casa típica de pizarra en el Muyo. |

|                                                                                    |
| Calle típica en el Muyo. Ruta de los pueblos rojos, negros y amarillos en Segovia. |

|                                                  |
| Arquitectura típica de pizarra negra en el Muyo. |